# Wandersleben
Wandersleben é uma vila e antigo município da Alemanha localizado no distrito de Gota, estado da Turíngia. Pertencia ao Verwaltungsgemeinschaft de Drei Gleichen. Desde 1 de janeiro de 2009 é parte do município de Drei Gleichen.